# Agoma albiventris
Agoma albiventris là một loài bướm đêm trong họ Noctuidae.